# میلی کاملا مدرن
میلی کاملاً مدرن (انگلیسی: Thoroughly Modern Millie) فیلمی در ژانر کمدی رمانتیک و موزیکال به کارگردانی جرج روی هیل است که در سال ۱۹۶۷ منتشر شد. این فیلم در ایران با عنوان دختر خیلی متجدد به نمایش در آمد که در آن ژاله کاظمی نقش جولی اندروز را دوبله کرد.

## بازیگران
- جولی اندروز
- جیمز فاکس
- مری تایلر مور
- جان گوین
- کارول چانینگ
- بیتریس لیلی
- فیلیپ آن
- می کلارک
- بیل لی